# Militaria
Militaria kallas något som är en del av det militära. Ordet används framför allt om vapen etc. i egenskap av antikviteter och samlarobjekt.